# Liste der Naturdenkmale in Torgau
Die Liste der Naturdenkmale in Torgau nennt die Naturdenkmale in Torgau im sächsischen Landkreis Nordsachsen.

## Definition
„Gesetz über Naturschutz und Landschaftspflege (BNatSchG), § 28 Naturdenkmäler:
 Naturdenkmäler sind rechtsverbindlich festgesetzte Einzelschöpfungen der Natur oder entsprechende Flächen bis zu fünf Hektar, deren besonderer Schutz erforderlich ist
1. aus wissenschaftlichen, naturgeschichtlichen oder landeskundlichen Gründen oder
2. wegen ihrer Seltenheit, Eigenart oder Schönheit.“

„SächsNatSchG, § 18 Naturdenkmäler (zu § 28 BNatSchG):
1. Die Erklärung nach § 22 Abs. 1 BNatSchG von Teilen von Natur und Landschaft als Naturdenkmal erfolgt durch Rechtsverordnung oder Einzelanordnung.
2. Über § 28 Abs. 1 BNatSchG hinaus können Naturdenkmäler zur Sicherung von Lebensgemeinschaften oder Lebensstätten von im Bestand gefährdeten oder streng geschützten Arten festgesetzt werden.“

## Liste
Link zu einem Kartenansichtstool, um Koordinaten zu setzen.
| Bild                          | Bezeichnung                                           | Lage                                        | Beschreibung | Datum | Nummer  |
| ----------------------------- | ----------------------------------------------------- | ------------------------------------------- | --- | ----- | ------- |
| mehr Fotos \| Fotos hochladen | Königsfarn Colbitz                                    | Staupitz (51° 30′ 45,4″ N, 12° 55′ 11,2″ O) | Vorkommen von Königsfarn (Osmunda regalis) in der Kolbitzer Heide, bei Staupitz (Torgau)                                                                                               |       | nso 237 |
| mehr Fotos \| Fotos hochladen | Staupitzer Teiche                                     | Staupitz (51° 29′ 24,8″ N, 12° 56′ 53,8″ O) | Teich und Feuchtgebiet in Staupitz (Torgau) |       | nso 255 |
| mehr Fotos \| Fotos hochladen | Knabenkrautwiese am Entenfang Teil I                  | Torgau (51° 32′ 44,3″ N, 12° 57′ 59,6″ O)   | Wiese mit Vorkommen von Knabenkraut, bei Entenfang (Torgau) |       | nso 236 |
| mehr Fotos \| Fotos hochladen | Voigts Busch                                          | Graditz (51° 32′ 26,9″ N, 13° 4′ 17,9″ O)   | Voigts Busch, ein Gehölz am Verlauf des Koßdorfer Landgraben, nördlich der Elbe und südlich von Torgau OT Graditz.                                                                     |       | nso 261 |
| mehr Fotos \| Fotos hochladen | Dörnerdamm Graditz / Eulenau                          | Graditz (51° 33′ 10,8″ N, 13° 3′ 19,5″ O)   | Dörnerdamm zwischen Graditz und Eulenau, südlicher Teil des bewachsenen Flurdamms vom südlich gelegenen Haupt-Gestüt Graditz bis zum Verlauf der Alten Elbe am Werdauer Weg im Norden. |       | nso 222 |
| mehr Fotos \| Fotos hochladen | Wildbirnenbaumreservat (genannt der Heger)            | Repitz (51° 35′ 30″ N, 13° 1′ 26,4″ O)      | Geschütztes Wildbirnengebiet bei Repitz (Torgau) |       | nso 264 |
| mehr Fotos \| Fotos hochladen | Brückenkopf Torgau ehemaliger Festungsgraben Nord-Ost | Torgau (51° 33′ 45,4″ N, 13° 1′ 3,8″ O)     | Feuchtbiotop und Auwald am ehemaligen Festungsgraben Brückenkopf (Torgau) |       | nso 217 |
| mehr Fotos \| Fotos hochladen | Brückenkopf Torgau ehemaliger Festungsgraben Süd-Ost  | Torgau (51° 33′ 33,9″ N, 13° 1′ 11,3″ O)    | Feuchtbiotop und Auwald am ehemaligen Festungsgraben Brückenkopf (Torgau) |       | nso 218 |
| mehr Fotos \| Fotos hochladen | Platane Gutshof Bennewitz                             | Bennewitz (51° 30′ 38,8″ N, 13° 1′ 39,3″ O) | Platane am ehemaligen Gutshof von Bennewitz (Torgau) |       | nso 267 |
| BW                            | Stieleiche Forst Pflückuff Torgau                     | (51° 31′ 11,5″ N, 12° 56′ 57,9″ O)          | |       | nso 294 |
| mehr Fotos \| Fotos hochladen | Ginkgo Rosengarten Torgau                             | Torgau (51° 33′ 29,2″ N, 13° 0′ 27,2″ O)    | Ginkgo im Rosengarten am Schloss Hartenfels (Torgau) |       | nso 295 |
| mehr Fotos \| Fotos hochladen | Rotbuche Glacis Torgau                                | Torgau (51° 33′ 49,6″ N, 13° 0′ 15,7″ O)    | Rotbuche im Glacis (Stadtpark) von Torgau |       | nso 293 |
| mehr Fotos \| Fotos hochladen | Stieleiche 1 Gutspark Weßnig                          | Weßnig (51° 31′ 11,3″ N, 13° 2′ 53,4″ O)    | Stieleiche im Gutspark des ehemaligen Rittergutes Weßnig |       | nso 305 |
| mehr Fotos \| Fotos hochladen | Stieleiche 2 Gutspark Weßnig                          | Weßnig (51° 31′ 11,6″ N, 13° 2′ 51,8″ O)    | Stieleiche im Gutspark des ehemaligen Rittergutes Weßnig |       | nso 304 |